# Фјодор Јаковлевич Миркович
Фјодор Јаковлевич Миркович (рус. Миркович, Фёдор Яковлевич) је био руски генерал који је учествовао у Наполеоновим ратовима, укључујући битку код Бородина и заузимање Париза.

## Биографија
Фјодор Јаковлевич Миркович је рођен у породици српског порекла, постао је потпоручник 1812. године и борио се против француске инвазије на Русију у саставу лајб-гардијског коњичког пука под командом пуковника Михаила Арсењева. Био је руски војни администратор Кнежевине Молдавије и Влашке од 1828. до 1834. године. Године 1840. постављен је за генералног гувернера Литваније.
Десет година касније именован је за инспектора војних школа и припадника Војнообразовних установа. Умро је 1866. године у 77. години.
Његов син Михаил Миркович био је командант пука у руској царској армији. Федоров млађи брат Александар Јаковлевич Миркович такође је био генерал царске руске службе и ветеран ратова против Наполеонове Француске.

## Радови
У свим сферама активности Мирковиш је оставио белешке и папире. Од њих су штампани:
- Дневник из 1812, Руски архив, 1888;
- „Из белешки ФГ Мирковића по владавини Павла (Павле I Петрович) до 1850. године“, Руски архив, 1890;
- „Гласник Европе“ (Опис рукописа Научне библиотеке им. Н.И. Лобачевског, 3 и 4 том, 1872)
- Руске старине, 1866, књ. 8.

Сакупио је и ратне реминисценције брата Александра прикупљене, класификоване и припремљене за објављивање.

## Белешке
1. ↑  енгл.